# Четырёхрогий керчак
Четырёхрогий керчак, или четырёхрогий бычок, или рогатка (лат. Myoxocephalus quadricornis) — вид морских и пресноводных скорпенообразных рыб из семейства керчаковых.

## Описание

### Внешний вид
Максимальная длина тела 60 см, обычно до 30 см, масса — до 260 г. На голове у рыбы две пары костяных бугорков, хорошо развитых у морских форм и недоразвитых или отсутствующих у озёрных. 

### Размножение
Нерест проходит зимой.

### Питание
Четырёхрогий керчак питается рыбой и ракообразными.

### Распространение
В северо-восточной части Атлантического океана распространены у берегов Швеции и Норвегии; в Балтийском море. В Северном Ледовитом океане — от Баренцева и Белого морей до Чукотского моря, а также у арктических побережий Северной Америки. Жилые пресноводные популяции в озёрах Швеции, Финляндии, Карелии и в Великих озёрах (США).

## Значение для человека
Мясо рыбы съедобно, но промыслового значения вид не имеет.